# قديس شفيع
القديس الراعي أو القديس الشفيع هو قديس يعدّ وسيطًا ومحاميًا في السماء سواء لأمة كاملة أو مكان أو نشاط أو صف دراسي أو عائلة أو شخص. القديس الشفيع يصبح عادة شفيع المكان حيث ولدوا أو عاشوا فيه أو إن نُقل رفاته إلى الكاتدرائية الموجودة في المكان. وقد غلب في أمريكا اللاتينية أن المستكشفون الإسبان والبرتغاليون سمّوا المناطق التي دخولها أول مرة باسم القديس الموافق يوم عيده ويكون هذا القديس شفيع هذه المدينة أو المنطقة أيضا.
في بعض الأحيان يتخذ المهنيين قديسًا شفيعًا كان هو مهني شخصيا وان لم يوجد قديس بهذه المهنة - كان تكون المهنة مستحدثة مثلا - يُتخذ قديس شفيع أعماله بها تقارب من المهنة كمهنة التصوير التي ظهرت في القرن التاسع عشر واتخذت القديسة فيرونيكا شفيعة لهذه المهنة لأنها مسحت وجه المسيح بوشاحها وهو في طريقه إلى الغلغثة فطبع وجهه على الوشاح.

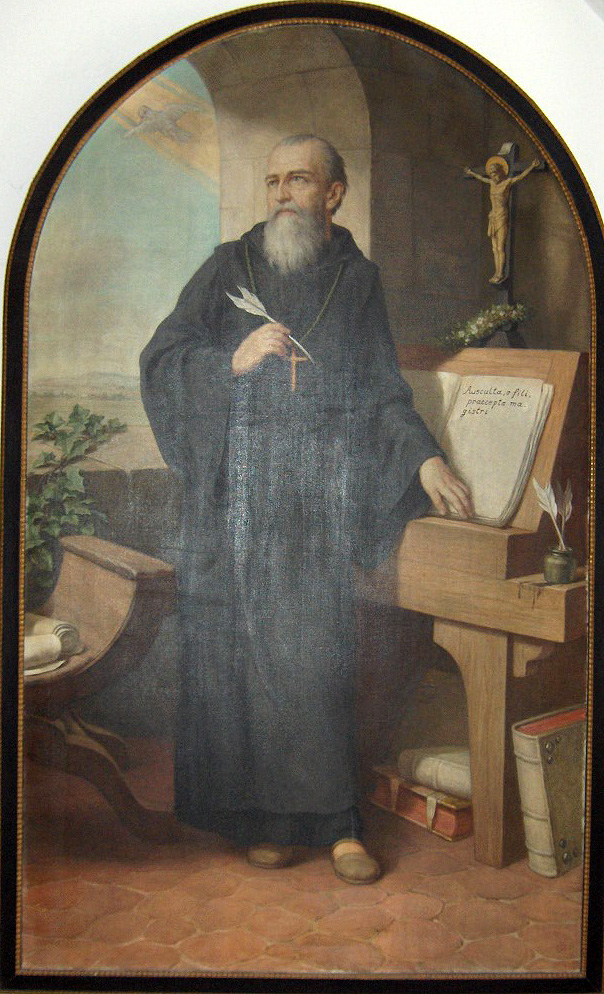
القديس بندكت النيرسي، شفيع القارة الأوروبية.
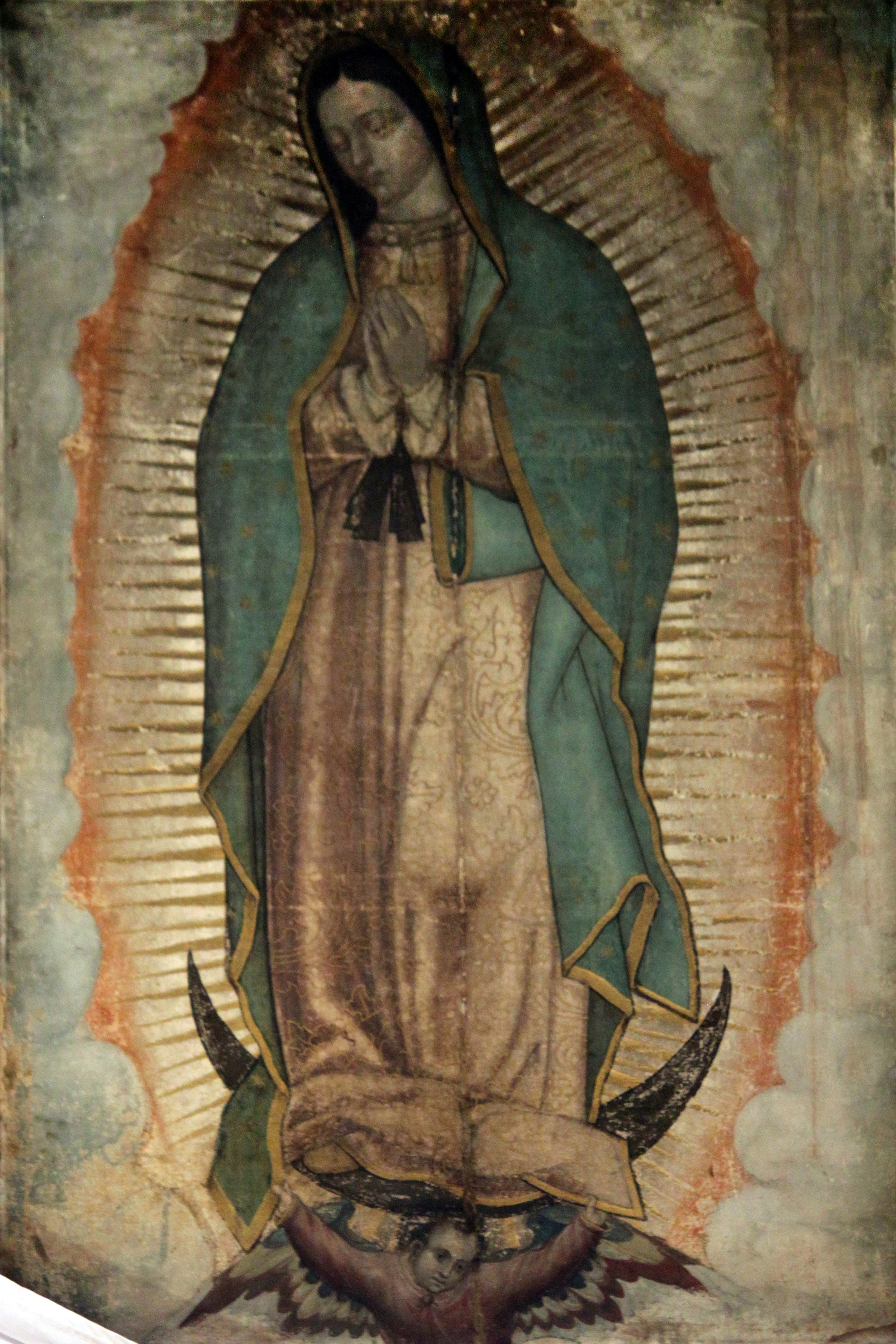
السيدة غوادالوبي، راعية الأمريكيتين.
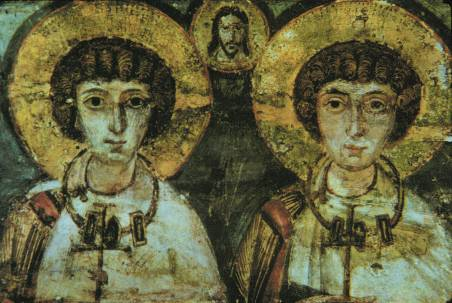
سركيس وباخوس، شفعاء المسيحيون العرب.
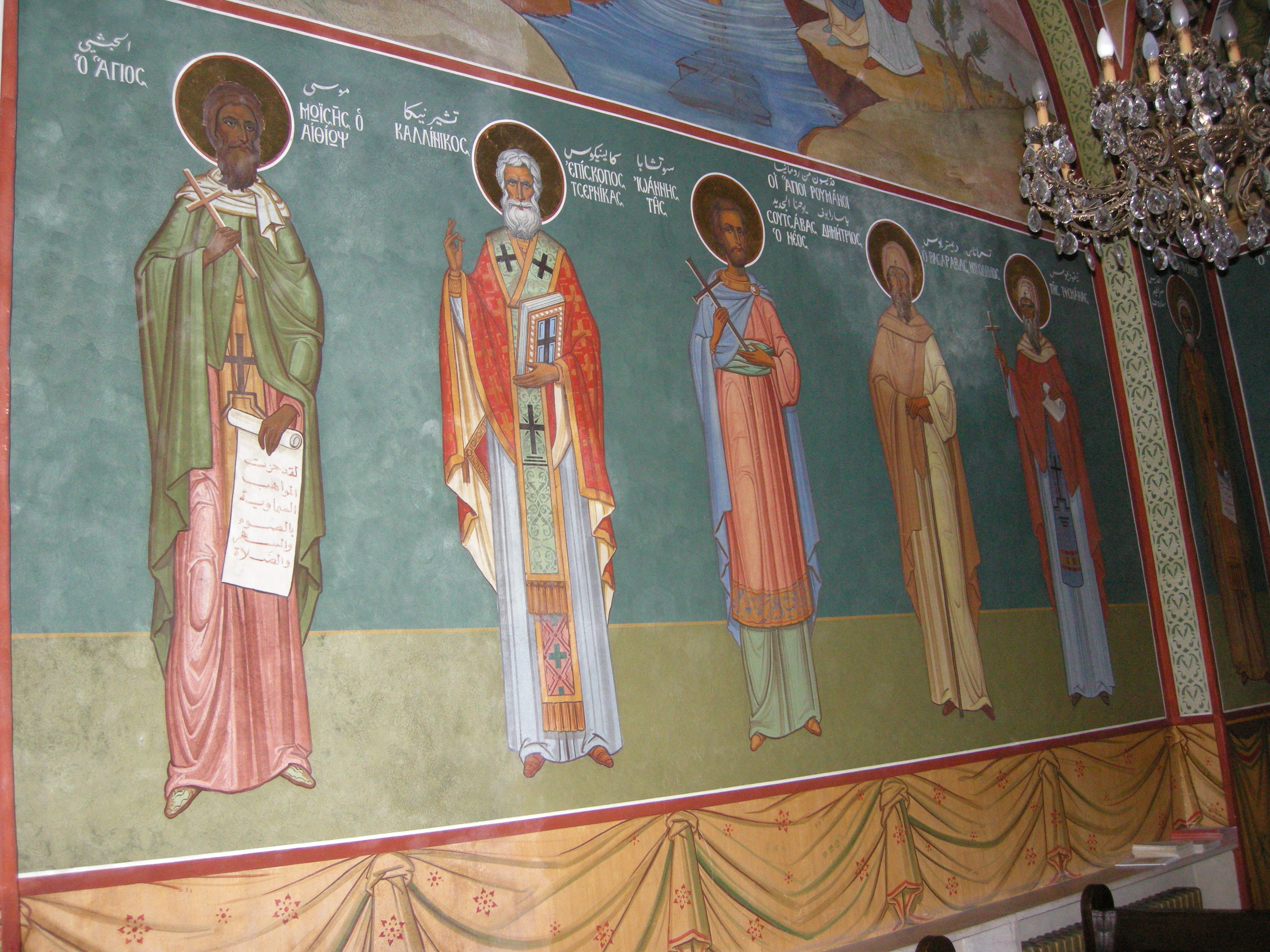
موسى الحبشي، شفيع أفريقيا.
القديس جرجس، شفيع لعدد من الدول والمدن.
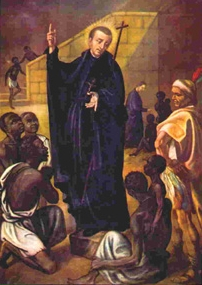
القديس بيتر كلافر، شفيع العبيد.
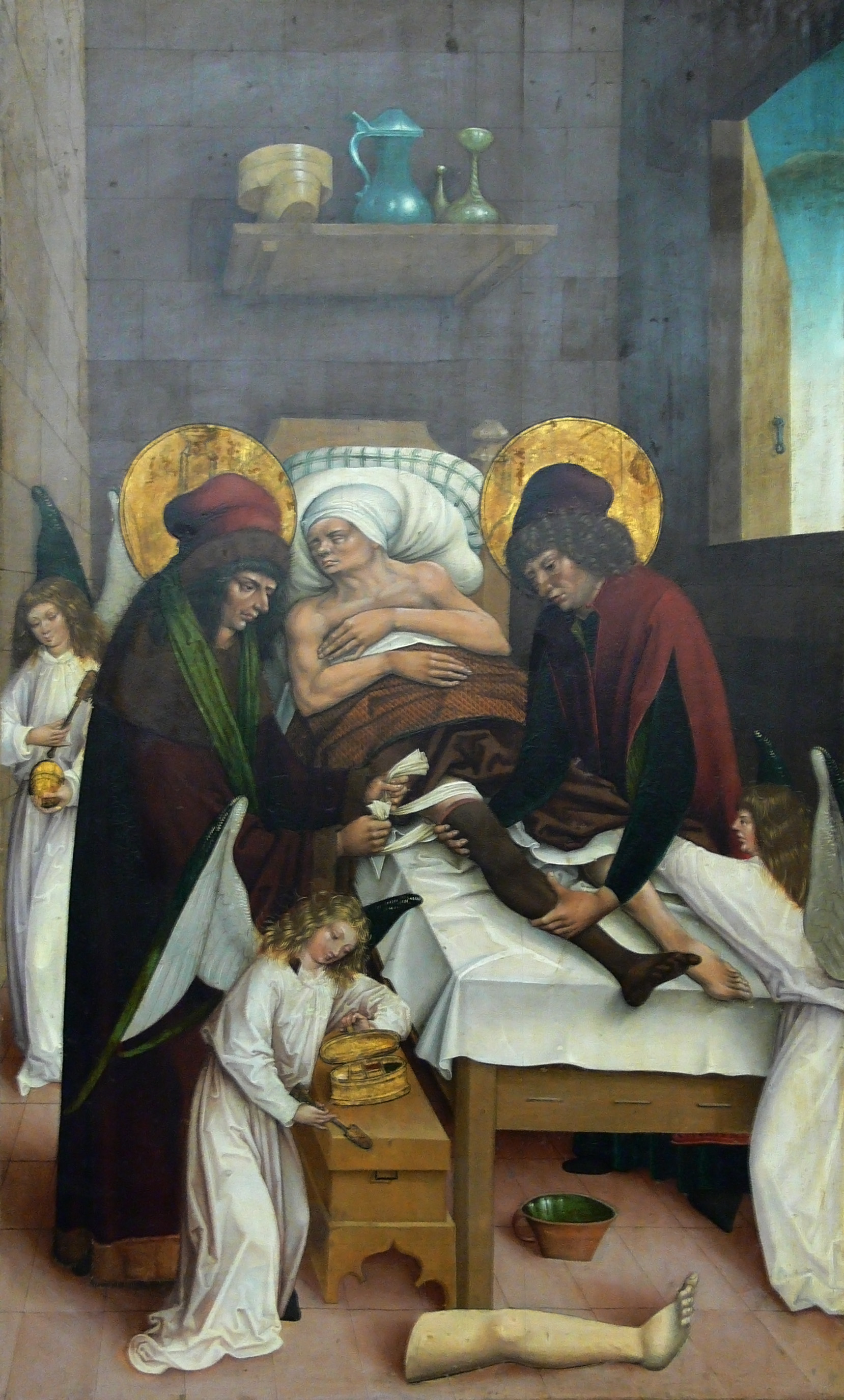
قزما ودميان، شفعيّ الأطباء والطب.
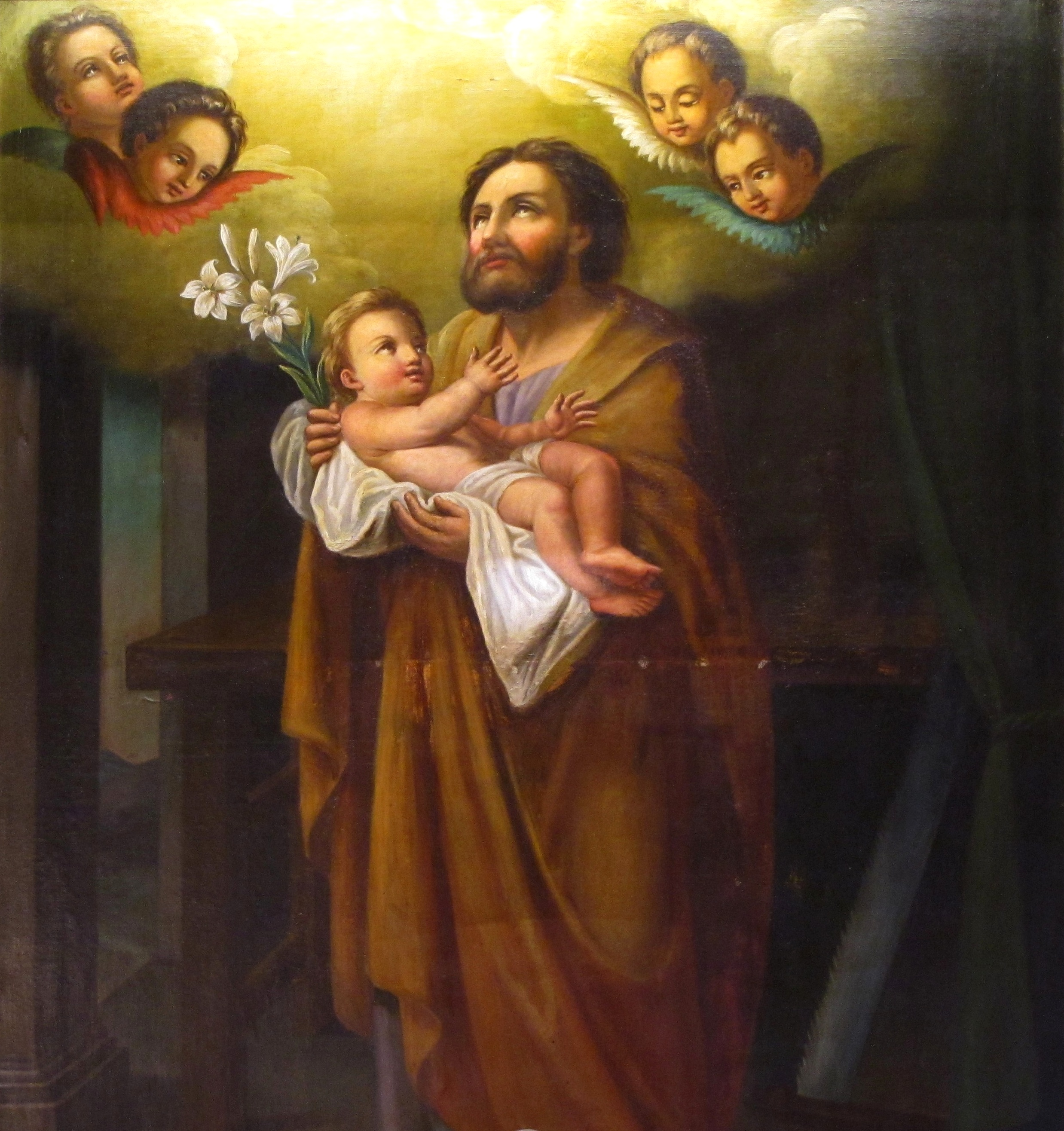
القديس يوسف، شفيع الآباء والمربين.
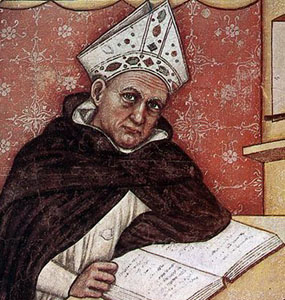
ألبيرتوس ماغنوس، شفيع العلماء والأبحاث العلمية.
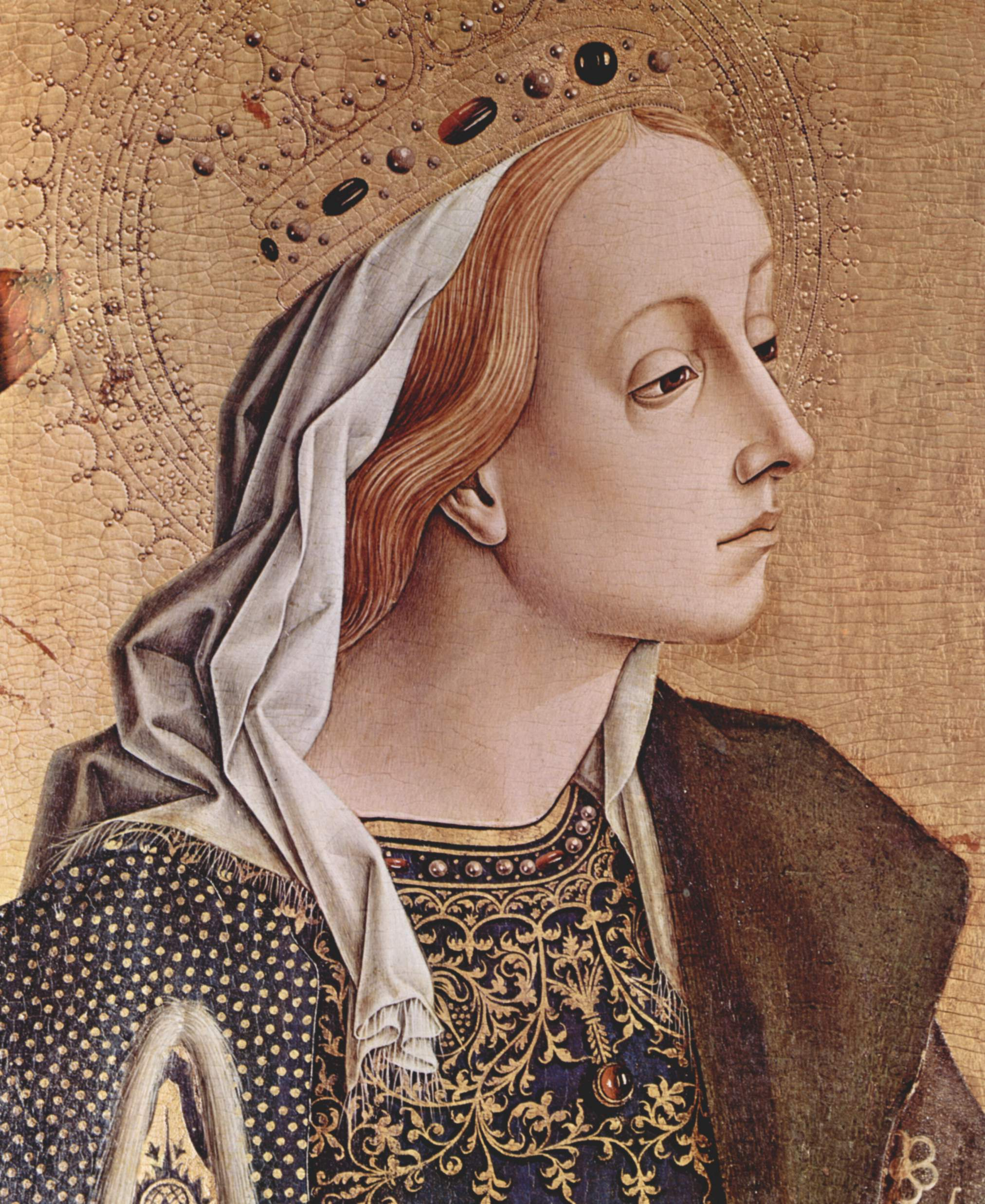
كاترينا الإسكندرانية، شفيعة أمناء المكتبة والمعلمين.